# Phasi Charoen
Phasi Charoen est l’un des 50 khets de Bangkok, Thaïlande.

## Points d'intérêt
- Université Siam
- Khlong Bang Luang Artist House (Baan Sinlapin ; thaï : บ้านศิลปิน)[1]
- Wat Paknam Bhasicharoen (Phasi Charoen) et son Bouddha géant de 69 mètres de haut[2]

## Galerie

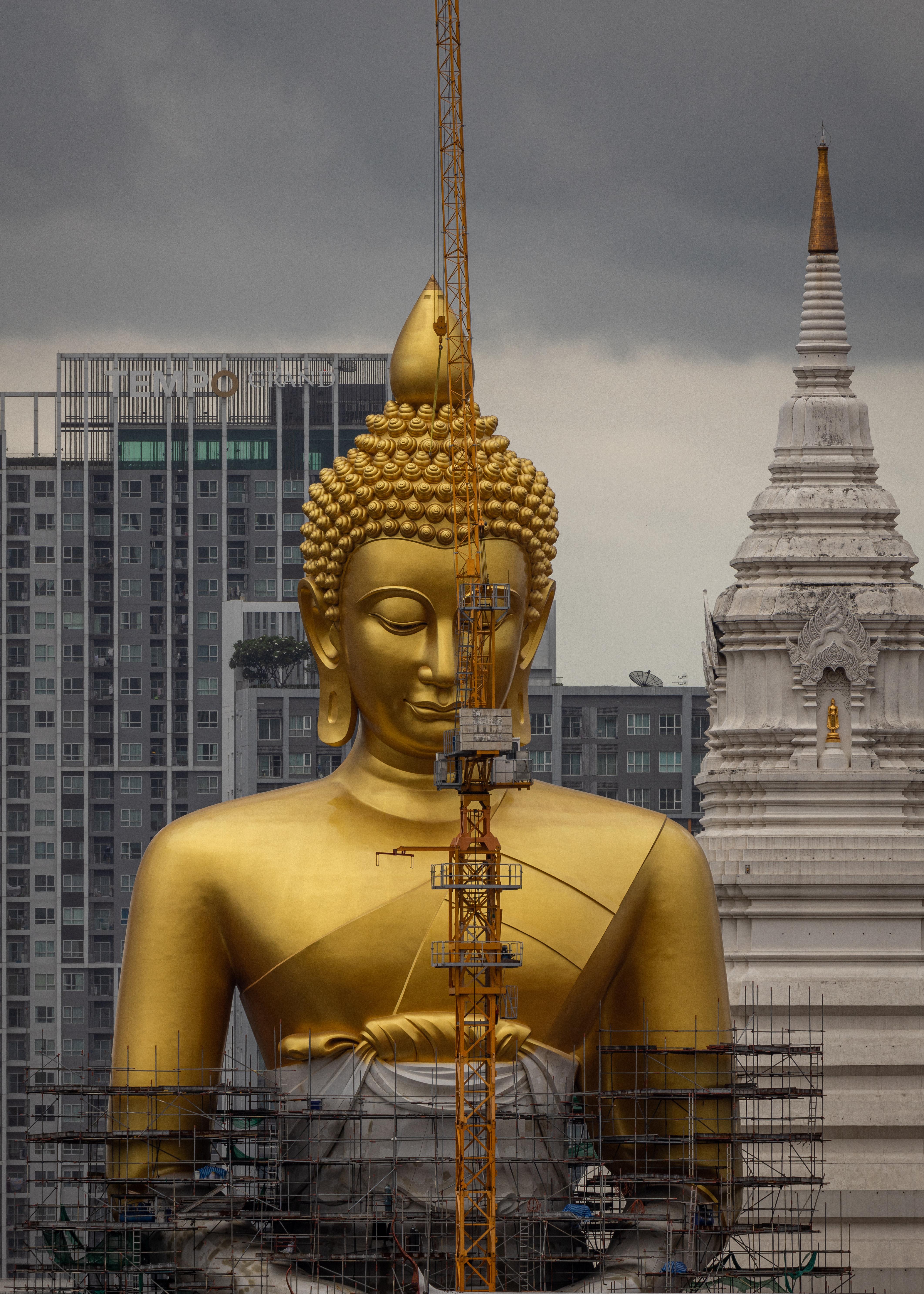
Le grand Bouddha de Wat Pakman Bhasicharoen en construction le 02 août 2020